# Jacques Lemercier
Jacques Lemercier (Pontoise, 1585 – Parigi, 13 gennaio 1654) è stato un architetto francese, tra i principali esponenti del cosiddetto classicismo barocco.
Si formò a Roma, dove studiò a partire dal 1607. Successivamente divenne architetto reale e nel 1624 fu incaricato da Luigi XIII di ampliare il palazzo del Louvre, senza discostarsi dall'opera avviata da Pierre Lescot nel XVI secolo; l'elemento più interessante dell'opera di Lemercier è il cosiddetto Pavillon de l'horloge, la cui costruzione fu attuata dopo l'abbattimento di parte della struttura originaria risalente al tempo di Carlo V.

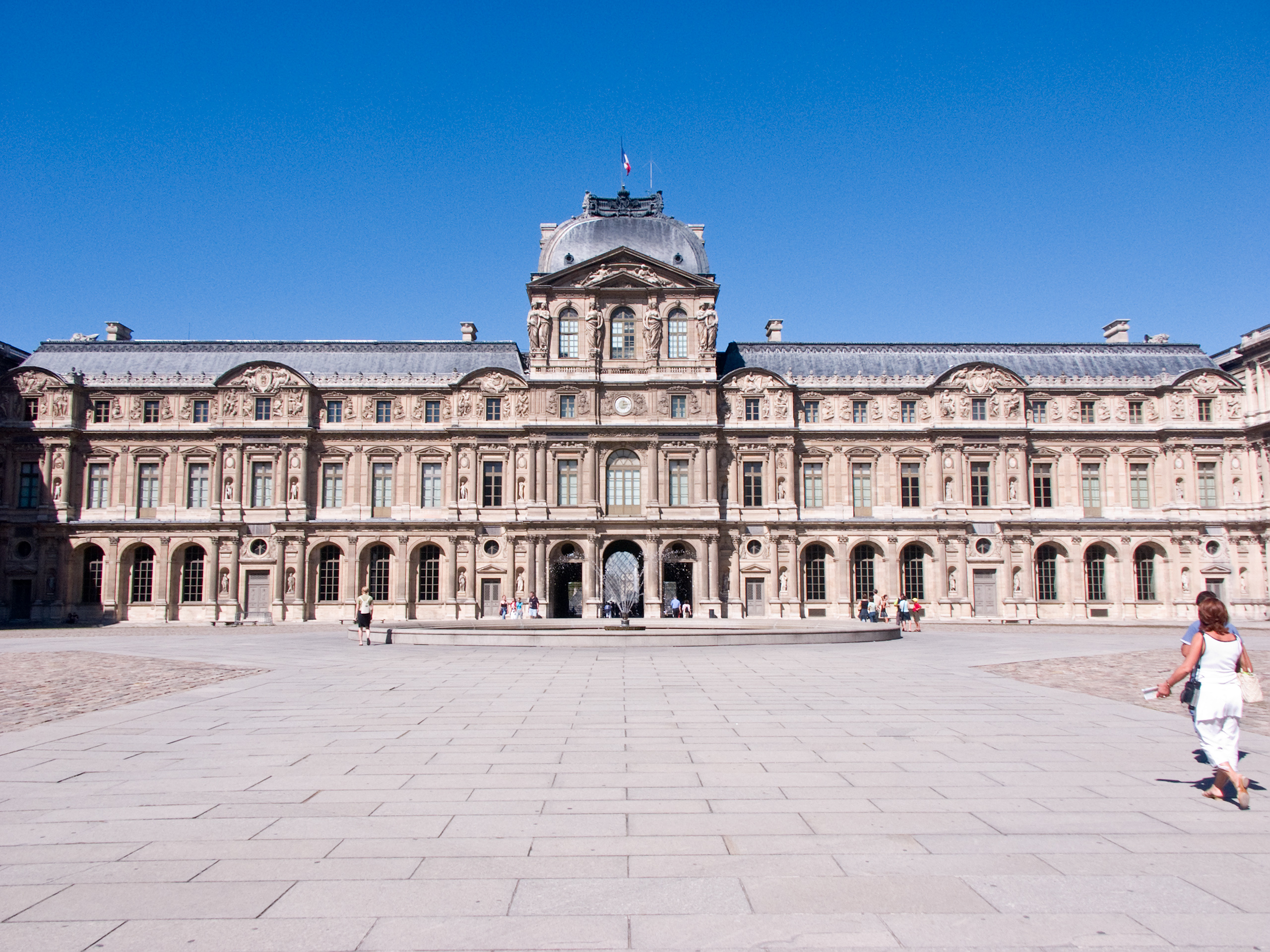
Pavillon de l'horloge, Louvre

Suo estimatore fu il cardinale Richelieu, per il quale realizzò una serie di progetti di grande importanza: il Palais-Royal, iniziato nel 1624, la Sorbona e persino la costruzione di Richelieu, città ideale caratterizzata da una serie di assi stradali regolari, con case dallo stile uniforme. Nella stessa città innalzò un vasto palazzo, del quale oggi sono visibili solo alcuni resti.
Tra le sue opere migliori è doveroso ricordare la cappella della Sorbona, iniziata nel 1635 e nella quale confluiscono elementi della tradizione classica; terminò poi la chiesa di Val-de-Grâce, iniziata da François Mansart, con la costruzione di una vasta cupola.